# Alois von Erhardt

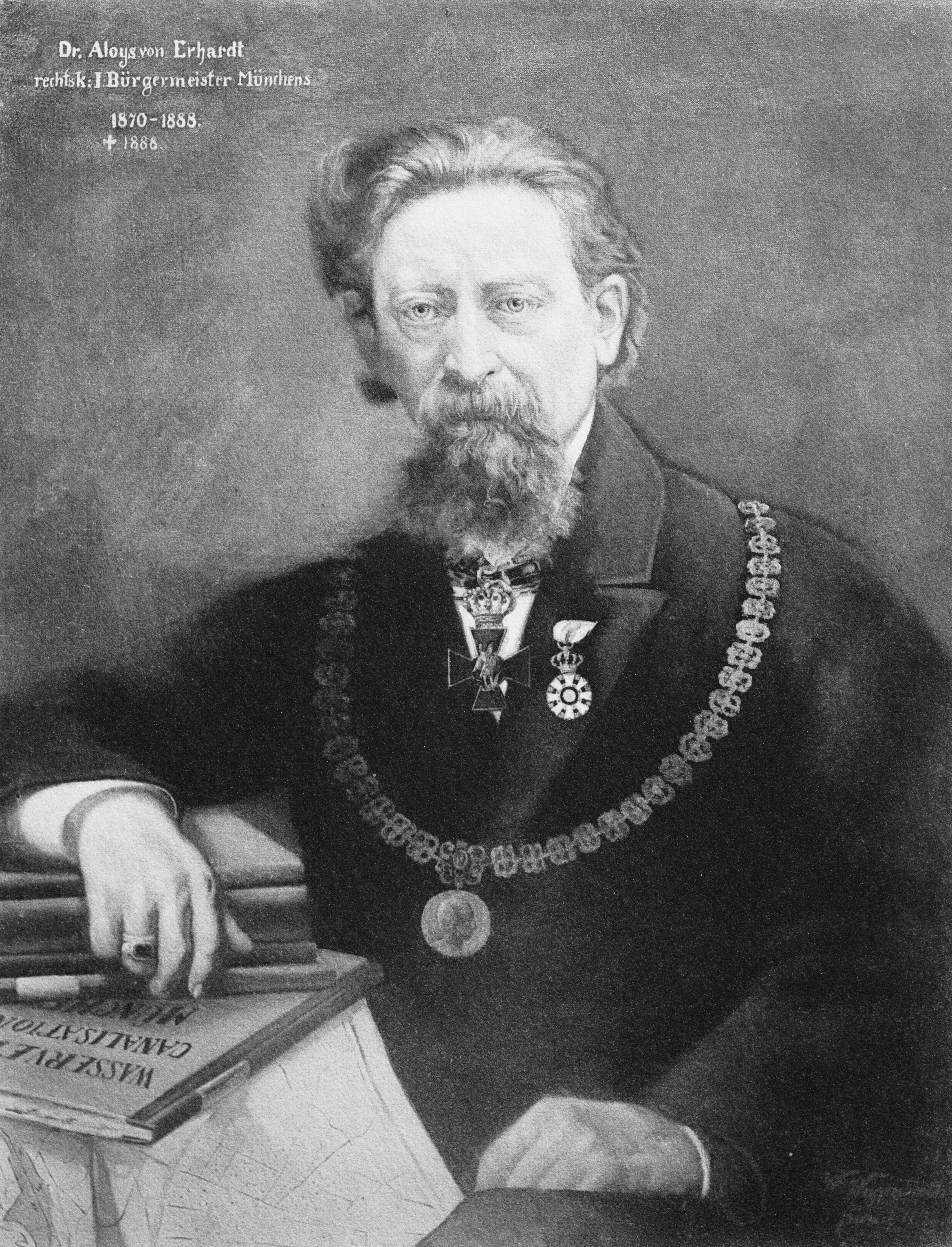
Alois von Erhardt

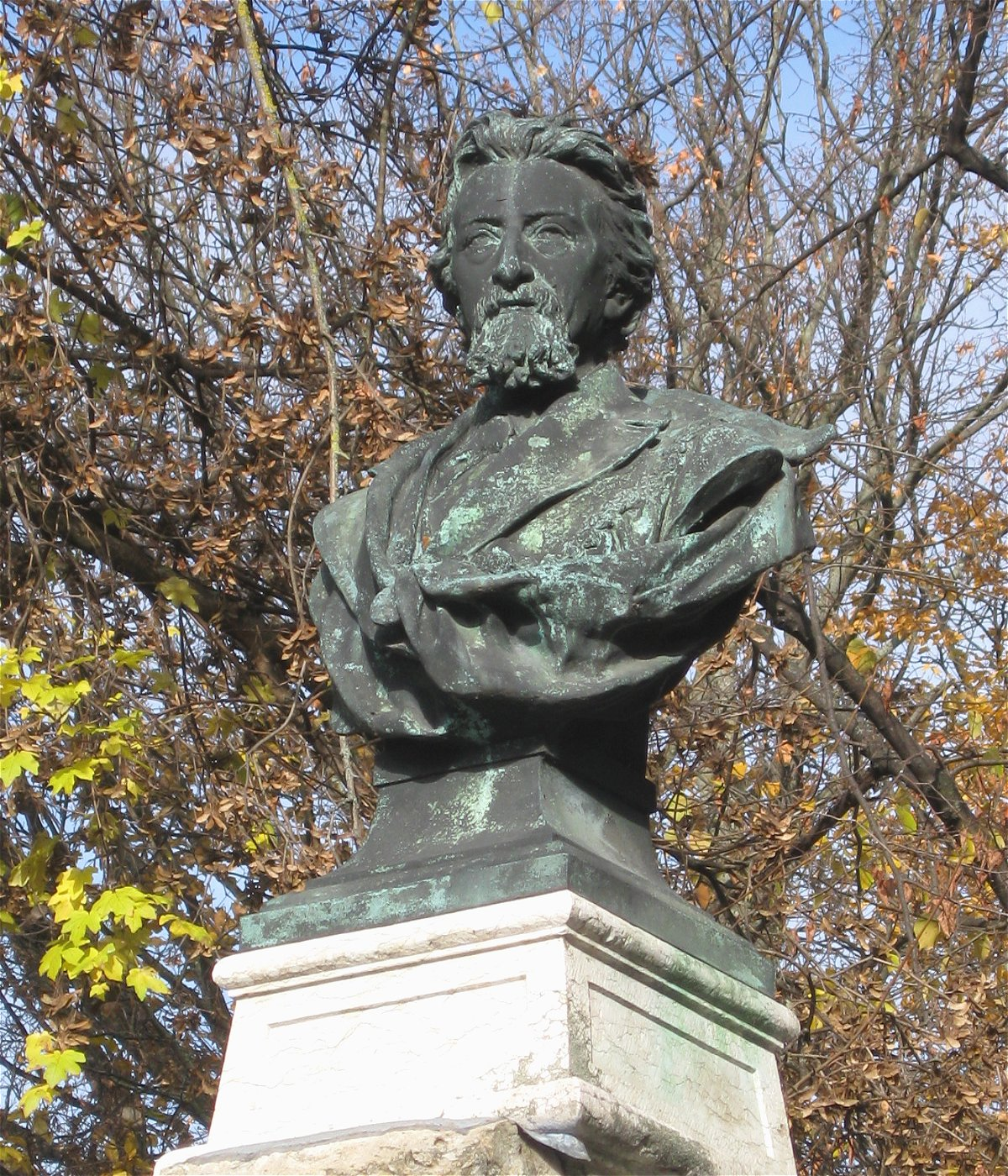
Büste am Bürgermeister-Erhardt-Brunnen

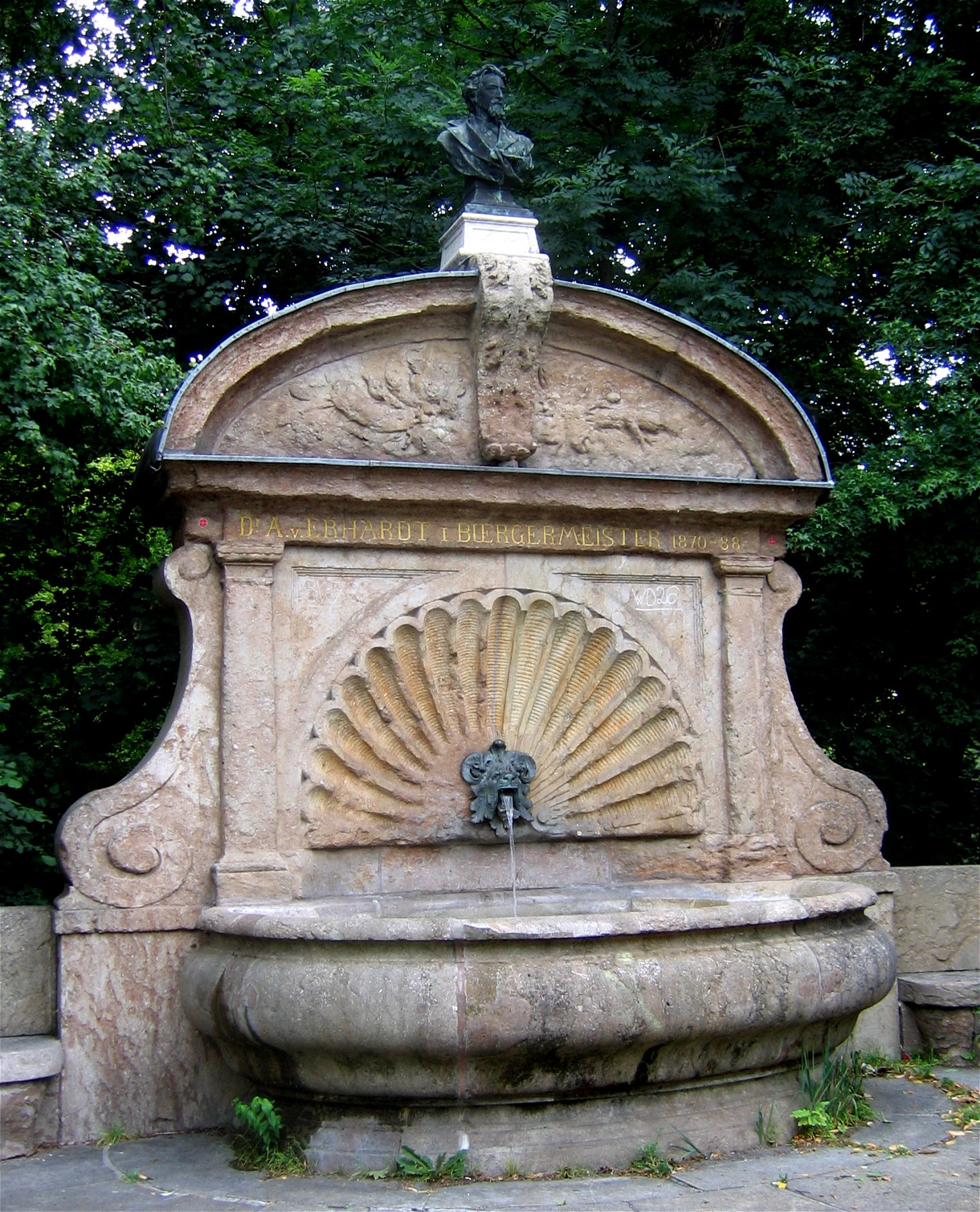
Bürgermeister-Erhardt-Brunnen auf der Maximiliansbrücke, Carl Hocheder, 1893

Alois von Erhardt (* 16. Juni 1831 in Speinshart; † 26. Mai 1888 in Nymphenburg, heute München) war ein bayerischer Politiker.

## Leben
Erhardt war der Sohn eines Volksschullehrers. Er studierte bis 1854 in München, wo er Mitglied des Corps Palatia München wurde, und in Erlangen Jura. Nach dem Vorbereitungsdienst in Eschenbach in der Oberpfalz bestand er 1856 den Staatskonkurs und war im Anschluss Anwalt in der Weidener Kanzlei von Gustav von Schlör. 1862 trat er in den Dienst der bayerischen Ostbahngesellschaft ein, 1866 ließ er sich als Rechtsanwalt am Bezirksgericht Deggendorf, 1868 nach seinem Umzug nach München am dortigen Bezirksgericht rechts der Isar zulassen.
In München schloss sich Erhardt, der kleindeutsch gesinnt war und zur Altkatholischen Kirche übertrat, der linksliberalen Deutschen Fortschrittspartei an. Er wurde zunächst am 9. Dezember 1869 in das Gemeindebevollmächtigtenkollegium und am 20. Dezember 1869 von den Gemeindebevollmächtigten zum Ersten Vorstand gewählt. Nach dem Rücktritt des bisherigen Ersten Bürgermeisters wählte das Kollegium Erhardt 1870 zum Nachfolger. Nachdem die kommunale Selbstverwaltung mit der Gemeindeordnung von 1869 deutlich ausgebaut und die Aufsichtsrechte des Staates eingeschränkt worden waren, übernahm mit Erhardt erstmals ein Angehöriger des liberalen Bürgertums das Bürgermeisteramt.
Erhardt bekleidete das Bürgermeisteramt vom 14. Juni 1870 bis zum 27. Dezember 1887. In seiner Amtszeit erlebte München im Zuge der Industrialisierung eine Verdoppelung der Einwohnerzahl und den Wandel zu einer modernen Großstadt. Der Schwerpunkt in Erhardts Arbeit lag auf der Verbesserung hygienischen Verhältnisse in der Stadt. Erhardt war u. a. Gründungsmitglied des Deutschen Vereins für öffentliche Gesundheitspflege. Es wurde, u. a. auf Vorschlag Max von Pettenkofers 1880 mit dem Bau der Münchner Kanalisation begonnen, 1883 die Wasserversorgung Münchens mit der Zuleitung von Mangfallwasser in die Stadt modernisiert und 1878 ein zentraler Schlachthof errichtet. Zudem erreichte Erhardt 1876 mit einem Konzessionsvertrag den Betrieb von zwei Pferdestraßenbahnlinien, die 1882 in der Münchener Trambahn-AG aufgingen und zum Ausgangspunkt der Münchner Verkehrsgesellschaft wurden. In seiner Amtszeit wurde auch das bereits 1867 begonnene Neue Rathaus fertiggestellt, das wegen der wachsenden Einwohnerzahl und den zunehmenden kommunalen Aufgaben notwendig geworden war.
Wegen einer schweren Nerven- und Gehirnerkrankung reichte Erhardt im Dezember 1887 seinen Rücktritt ein. Sein Nachfolger wurde der bisherige Zweite Bürgermeister Johannes von Widenmayer. 1888 erhielt Erhardt für seine Leistungen die Goldene Bürgermedaille der Landeshauptstadt München. Am 26. Mai desselben Jahres starb er. Sein Grab befindet sich auf dem Münchner Nordfriedhof in den Nördlichen Arkaden 4. 
Nach Alois von Erhardt ist die Erhardtstraße am linken Isarufer gegenüber der Museumsinsel benannt. Die beiden zur Museumsinsel führenden Brücken, Boschbrücke und Zenneckbrücke, hießen ursprünglich ihm zu Ehren innere und äußere Erhardtbrücke. Auf der Maximiliansbrücke wurde ein Brunnen nach ihm benannt.

## Weiterführende Literatur
- Manfred Peter Heimers: Alois von Erhardt, 1870 - 1887. In: Friedrich H. Hettler, Achim Sing (Hrsg.): Die Münchner Oberbürgermeister. Volk Verlag, München 2008, ISBN 978-3-937200-42-2, S. 57–64.
- Anton Hübler: Abbildungen und kurzgefasste Lebensgeschichte der Bürgermeister der königl. Haupt- und Residenzstadt München. Obernetter, München 1896. (Die Bürgermeister ab dem Jahr 1818 bis 1896. Foto-, und Texttafeln.)